# Sen (singel)
„Sen” – jedyny singel zawierający piosenki z albumu Sen Edyty Bartosiewicz nagrany wspólnie z zespołem The Days. Wykonawcy sami napisali swoje piosenki. Projekt graficzny singla wykonali Marta i Łukasz „Thor” Dziubalscy. „Sen” był notowany osiem razy na pierwszym miejscu Listy przebojów Programu Trzeciego.

## Lista utworów
Pierwsze dwa utwory są Bartosiewicz, pozostałe The Days. Opracowano na podstawie materiału źródłowego.
1. „Sen” (muz., sł. E. Bartosiewicz)
2. „Urodziny” (muz., sł. E. Bartosiewicz)
3. „By zabić” (muz. Marcin i Daniel Macuk, sł. Grzegorz Borowski)
4. „Śnieg” (muz. Marcin i Daniel Macuk, sł. Grzegorz Borowski)